# Zurab Ciskaridze
Zurab Ciskaridze (gruz. ზურაბ ცისკარიძე, ur. 8 września 1986 w Tbilisi) – gruzińsko-amerykański piłkarz występujący na pozycji środkowego i lewego obrońcy lub defensywnego pomocnika w AFC Eskilstuna, beniaminku Allsvenskan.

## Życiorys
Zurab Ciskaridze urodził się w Tbilisi. W 1990 roku wraz z matką, bratem i ojczymem zamieszkał w Szczecinie, a następnie przeniósł się do Warszawy. W Polsce grał w juniorskich zespołach Agrykoli Warszawa oraz Legii Warszawa. W wieku 13 lat przeprowadził się do mieszkającego w Waszyngtonie ojca. W Stanach Zjednoczonych kontynuował treningi piłkarskie. Następnie grał w młodzieżowych drużynach w Brazylii oraz we francuskim FC Sète, gdzie rozpoczął zawodową karierę.
W trakcie profesjonalnej kariery grał we Francji, Stanach Zjednoczonych, Kanadzie, Rosji, Szwecji, Tajlandii i Czechach. Kilkukrotnie testowany był także przez polskie kluby, ale nigdy z żadnym nie podpisał kontraktu.
| Sezon     | Klub                  | Kraj              | Rozgrywki           | Mecze | Gole |
| --------- | --------------------- | ----------------- | ------------------- | ----- | ---- |
| 2009      | Miami FC              | Stany Zjednoczone | USL First Division  | 18    | 1    |
| 2010      | Vancouver Whitecaps   | Kanada            | USSF Division 2     | 26    | 0    |
| 2011      | Montreal Impact       | Kanada            | NASL                | 10    | 0    |
| 2011/2012 | Amkar Perm            | Rosja             | Priemjer-Liga       | 3     | 0    |
| 2012      | Jönköpings Södra IF   | Szwecja           | Superettan          | 8     | 1    |
| 2013      | Jönköpings Södra IF   | Szwecja           | Superettan          | 23    | 0    |
| 2014      | Bangkok Glass         | Tajlandia         | Thai Premier League | 4     | 0    |
| 2015      | San Antonio Scorpions | Stany Zjednoczone | NASL                | 17    | 1    |
| 2015/2016 | FK Teplice            | Czechy            | Synot Liga          | 9     | 0    |
| 2016/2017 | FK Teplice            | Czechy            | ePojisteni.cz liga  | 2     | 0    |
| 2017      | AFC Eskilstuna        | Szwecja           | Allsvenskan         | 0     | 0    |

Stan na 23 marca 2017.
3 czerwca 2016 roku Ciskaridze zadebiutował w reprezentacji Gruzji. W 64. minucie przegranego 1:5 meczu z Rumunią zmienił Giorgiego Nawalowskiego. Trzy dni później rozegrał kwadrans w wygranym 1:0 towarzyskim meczu z ówczesnymi mistrzami Europy, Hiszpanami.
Ciskaridze posiada obywatelstwa gruzińskie i amerykańskie.